# Marek Grzelaczyk
Marek Grzelaczyk (ur. 19 sierpnia 1961) – polski polityk, samorządowiec, w latach 1997-1998 wojewoda zamojski, w latach 1998-2002 prezydent Zamościa.

## Życiorys
Po ukończeniu w 1981 Technikum Górniczego w Koninie pracował jako technik elektryk w Kopalni Węgla Brunatnego Konin. Ukończył w 1989 studia na Katolickim Uniwersytecie Lubelskim, uzyskując tytuł zawodowy magistra prawa. Od 1990 do 1997 pracował kolejno jako zastępca dyrektora Wojewódzkiego Biura Pracy, Szpitala Wojewódzkiego i Rejonu Energetycznego Krasnystaw.
W latach 1997–1998 pełnił funkcję wojewody zamojskiego, następnie do 2002 przez jedną kadencję był prezydentem Zamościa (ubiegał się o reelekcję z ramienia komitetu Prawo i Samorządność, zajmując ostatnie, 6. miejsce; nie uzyskał także mandatu w radzie miasta). Od 2003 obejmował kierownicze stanowiska w spółkach prawa handlowego.
Należał do Zjednoczenia Chrześcijańsko-Narodowego i w jego ramach do AWS. Później był członkiem Przymierza Prawicy i PiS, z ramienia którego bez powodzenia kandydował do Sejmu w 2001. W 2007 został członkiem Prawicy Rzeczypospolitej, w przedterminowych wyborach w tym samym roku bezskutecznie ubiegał się o mandat senatora z ramienia tej partii (występującej jako KWW Prawica Marka Jurka) w okręgu chełmskim. W 2009 z listy PR kandydował do Parlamentu Europejskiego, a w 2014 był jej kandydatem na liście PiS do sejmiku lubelskiego, także nie uzyskując mandatu. W 2015 zasiadł w zarządzie nowo powołanego Stowarzyszenia Chrześcijańsko-Narodowego i został jego liderem wojewódzkim.
W 2004 został skazany przez Sąd Rejonowy w Zamościu na karę grzywny za prowadzenie pojazdu mechanicznego w stanie nietrzeźwości.
Od lipca 2016 wchodził w skład rady nadzorczej Grupy Azoty, a od grudnia był przewodniczącym rady nadzorczej. W październiku 2017 został odwołany z pełnionej funkcji, w związku z zarzutami korupcji i tymczasowym aresztowaniem.

## Życie prywatne
Mieszka w Zamościu, jest żonaty, ma dwie córki.